# Invasão de Dadrá e Nagar Aveli
A invasão de Dadrá e Nagar Aveli foi um conflito militar em que os territórios de Dadrá e Nagar Aveli passaram de facto do domínio português para o governo da União Indiana em 1954, ainda que de jure formassem um Estado autónomo.
Dadrá e Nagar Aveli eram pequenos territórios ultramarinos portugueses, parte da Índia Portuguesa de 1779 até 1954. Os territórios eram enclaves, sem acesso ao mar, administrados por um governador português.
Depois que a Índia obteve a independência em 1947, algumas organizações como a Frente Unida dos Goeses (FUG), a Organização do Movimento de Libertação Nacional (OMLN), a Organização Nacional dos Voluntários (Rashtriya Swayamsevak Sangh; RSS) e o Exército Livre de Goa (Azad Gomantak Dal; AGD), com o suporte do Congresso Nacional Indiano - Secção de Goa ocuparam Dadrá e Nagar Aveli, em 1954, vencendo as parcas forças militares portuguesas e o grupo guerrilheiro nacionalista-marxista Partido Popular de Goa, encerrando o domínio português. Os territórios foram formalmente incorporados à União Indiana em 1961.

## Antecedentes
Após a independência indiana em 1947, os ativistas pró-Índia na Índia Portuguesa, bem os como luso-indianos da diáspora, propuseram a remoção do controlo português de Goa, Dadrá e Nagar Aveli, Gogolá, Simbor, ilha de Angediva e Damão e Diu integrando-os a Índia. Este pensamento encontrava amparo na ideologia de Mahatma Gandhi, que, antes da independência da Índia, afirmou que "não pode ser permitido uma Goa como uma entidade separada em oposição às leis do Estado Livre [da Índia].
Appasaheb Karmalkar, sindicalista e funcionário do banco do governo de Goa, tomou as rédeas da Organização do Movimento de Libertação Nacional (OMLN), passando a organizar a operação da ocupação dos territórios indianos sob tutela portuguesa. Simultaneamente, o Exército Livre de Goa (Azad Gomantak Dal, AGD; liderado por Prabhakar Sinari) e os militantes da Organização Nacional dos Voluntários (Rashtriya Swayamsevak Sangh, RSS; liderada por Raja Wakankar) planearam um assalto armado para invadir Dadrá e Nagar Aveli. Raja Wakankar, com alguns auxiliares, visitou a área em torno de Damão e Dadrá e Nagar Aveli várias vezes em 1953 para estudar a topografia e agitar os trabalhadores e líderes locais para uma futura operação de anexação do território português. Em alguns casos Wakankar, utilizou-se de guerra de terror contra as populações rurais, para ameaçá-las e amedrontá-las.
Em abril de 1954 a OMLN, a AGD e a RSS, sob os auspícios do Congresso Nacional Indiano - Secção de Goa (CNI-Goa; fundado em Bombaim em 1946), concordaram em formar uma "Frente Unida para a Libertação de Dadrá e Nagar Aveli" (FUPL-DNA). Numa reunião no Jardim Elphinstone, em Cochim, Índia, um ataque armado foi planeado. Independentemente, outras organizações, a Frente Unida dos Goeses (FUG) e o Partido Popular de Goa (PPG), atentos às movimentações, também participaram da invasão, com a FUG prosseguindo os objetivos semelhantes ao da FUPL-DNA e o PPG buscando a independência total de Dadrá e Nagar Aveli.
O vice-inspetor geral da Polícia do Estado de Maarastra (na época chamava-se "Força Policial da Reserva Central"), Jamshed Dorab Nagarwala, havia implantado na mesma época várias bases secretas de espionagem, a serviço do Intelligence Bureau, ao longo da fronteira luso-indiana. Assumindo uma identidade falsa, penetrou nos territórios portugueses, infiltrando também outras pessoas responsáveis por disseminar desconfiança e causar confusão na população, pessoalmente treinando os grupos anti-lusitanos. Foi ele o fiador da aproximação da FUPL-DNA com o governo indiano.

## Operação da invasão
Dado que os territórios de Dadrá e Nagar Aveli tinham pouca importância económica para o Império Português, eram poucas as tropas ali estacionadas, resumindo-se às forças da Polícia do Estado da Índia.
Os guerrilheiros indianos encontraram pouca dificuldade para tomar o território, com a operação, realizada em quatro etapas, concluindo-se em dezanove dias, entre 22 de julho e 11 de agosto de 1954.

### Batalha de Dadrá
A FUG, liderada por Francis Mascarenhas, atacou o posto de polícia em Dadrá na noite de 22 de julho de 1954, assassinando a Aniceto do Rosário, o sub-inspetor do posto de polícia de Dadrá e ao seu auxiliar António Francisco Fernandes. As demais polícias e portugueses renderam-se ainda na madrugada. Pela manhã, a bandeira indiana foi içada e Dadrá foi declarado um território livre. Um panchayat liderado por Jayanti Bhai Desai foi formado para a administração de Dadrá.

### Batalha de Naroli
Em 28 de julho, cerca de vinte a vinte e cinco militantes da RSS, liderados por Wakankar, e de oito a dez militantes do AGD, liderados por Sinari, cruzaram o rio Darotha e cercaram Naroli. Com pouca resistência, as polícias portuguesas, o chefe de polícia e seu conselheiro no posto de polícia de Naroli foram capturados. Assim, a 28 de julho de 1954, Naroli caiu. Em 29 de julho, o Gram Panchayat da Naroli Livre foi estabelecido.

### Cerco de Silvassa
Depois que Naroli foi capturada, a polícia portuguesa, sob a liderança do administrador de Nagar Aveli, o capitão Virgílio Fernandes Fidalgo, concentrou-se em Silvassa. A FUPL-DNA (OMLN, a AGD e a RSS) aproveitaram a oportunidade e capturaram Piparia, sem resistência.
O capitão Fidalgo foi instigado por Appasaheb Karmalkar a baixar armas e render-se, mas negou-se; então as tropas guerrilheiras da FUPL-DNA marcharam em direção a Silvassa, em 2 de agosto, encontrando resistência. Então as tropas guerrilheiras dividiram-se em três unidades, que passaram a atacar em três direções diferentes contra Silvassa.
Paralelamente o Partido Popular de Goa (PPG), com pouquíssimos militantes guerrilheiros, aproveitou-se da grande confusão causada pelo cerco de Silvassa, expulsou as tropas portuguesas de Silvassa e tomou brevemente o poder da cidade a 8 de agosto de 1954. Fidalgo com cento e cinquenta polícias e alguns voluntários fugiram para Khanvel.
Entretanto na madrugada de 9 de agosto, o PPG é derrotado pelas forças unidas da FUPL-DNA, com Silvassa finalmente caindo sob o controlo dos indianos.

### Batalha de Khanvel e a rendição de Fidalgo
Os rumores circulavam de que os reforços portugueses estavam chegando a Nagar Aveli a partir de Goa e Damão. Então Nana Kajrekar imediatamente solicitou reforços do vice-inspetor geral da Polícia de Maarastra Jamshed Nagarwala, que garantiu-lhe uma unidade de comunicação e reforços indianos na fronteira de Nagar Aveli, caso houvesse alguma reviravolta.
O capitão Fidalgo, refugiou-se em Khanvel com os seus cento e cinquenta homens e os demais voluntários. Enquanto os portugueses criavam defesas de retaguarda na margem do rio, os guerrilheiros militantes e as tropas indianas cruzaram o rio, com tropas motorizadas em 10 de agosto, atacando as forças portuguesas em Khanvel e forçando-as a se retirarem. Sem saída, Fidalgo assina a rendição dos portugueses ao vice-inspetor geral da Polícia Indiana Jamshed Nagarwala, em Udva, a 11 de agosto de 1954, com a garantia de que os seus cento e cinquenta homens e os que haviam sido feito prisioneiros pelos indianos, marchassem em segurança até Damão.
Numa reunião pública, no dia 15 de agosto de 1954, Karmalkar foi escolhido como o primeiro administrador de Dadrá e Nagar Aveli com um Estado de de jure independente.

## Anexação formal
Após a invasão indiana surgiu a entidade política independente Dadrá e Nagar Aveli Livre, existindo entre 1954 e 1961. A integração de Dadrá e Nagar Aveli na Índia não foi reconhecida por nenhum país até 1974. Na decisão de 12 de abril de 1960 no "Caso relativo ao direito de passagem sobre o território indiano", o Tribunal Internacional de Justiça declarou claramente que Portugal tinha soberania e direitos sobre os territórios de Dadrá e Nagar Aveli, mas reconhecendo que a Índia tinha o direito de negar acesso terrestre para as Forças Armadas de Portugal sobre os territórios Dadrá e Nagar Aveli. Diante do impasse político, o governo indiano enviou Shri K. G. Badlani, um oficial do Serviço Administrativo da Índia (IAS), para representar o país nos territórios. O território só foi reconhecido como parte da Índia, juntamente com todas as outras possessões portuguesas anteriores, após o reconhecimento desse facto por Portugal, após a Revolução dos Cravos, em 1974. Um tratado foi assinado a 31 de dezembro de 1974 entre a Índia e Portugal em reconhecimento da soberania da Índia sobre Goa, Damão, Diu, Dadrá e Nagar Aveli.